# Burni Genting Bayur
Burni Genting Bayur är ett berg i Indonesien.   Det ligger i provinsen Aceh, i den västra delen av landet, 1 600 km nordväst om huvudstaden Jakarta. Toppen på Burni Genting Bayur är 930 meter över havet.
Terrängen runt Burni Genting Bayur är kuperad åt nordost, men åt sydväst är den bergig.Runt Burni Genting Bayur är det mycket glesbefolkat, med 3 invånare per kvadratkilometer. I omgivningarna runt Burni Genting Bayur växer i huvudsak städsegrön lövskog.